# Уральский (свинокомплекс)
«Уральский» (Свинокомплекс «Уральский», СКУ) — российское животноводческое предприятие, входит в состав агропромышленного холдинга «Сибагро». Расположен в Богдановичском и Камышловском районах Свердловской области.
Строительство началось 9 июля 2007 года в рамках приоритетного национального проекта «Развитие АПК». Выход на плановую мощность — июнь 2010 года; общий объём инвестиций — около €123 млн. Оборудование закуплено у германской компании «Хартманн Лебенсмиттельтехник Анлагенбау» за €12 млн. Проектированием и строительством занималась датская компания AIB Consult.
По состоянию на 2009 год свинокомплекс состоит из 37 корпусов. Они разделены на 7 площадок: 2 линии Репродуктор-Доращивание-Откром и Станция осеменения. На предприятии работает около 360 человек. Мощность на 2009 год составляла 25 тысяч тонн мяса в год, это 1,25 % от производства свинины в России.
По состоянию на 2019 год единовременное содержание свиней — 223 тысяч голов. Выращиваются свиньи трёх пород: Ландрас, Дюрок, Йоркширская. Производит 55 тыс. свинины в год.